# Hrabstwo Hyde (Karolina Północna)
Hrabstwo Hyde (ang. Hyde County) – hrabstwo w stanie Karolina Północna w Stanach Zjednoczonych.

## Geografia
Według spisu z 2000 roku obszar całkowity hrabstwa obejmuje powierzchnię 1424 mil2 (3688,14 km²), z czego 613 mil2 (1587,66 km²) stanowią lądy, a 811 mil2 (2100,48 km²) stanowią wody. Według szacunków United States Census Bureau w roku 2012 miało 5859 mieszkańców. Jego siedzibą administracyjną jest Swan Quarter.

### CDP
- Engelhard
- Fairfield
- Ocracoke
- Swan Quarter